# Moulay Rachid
Príncipe Mulay Rashid (en árabe: الأمير مولاي رشيد) nació en Rabat, Marruecos el 20 de junio de 1970, de la Dinastía alauí. Quinto de los cinco hijos del rey Hassan II y segundo de los varones. Su madre es Lalla Latifa Hammou, la segunda esposa de su padre.
En su etapa principesca, el príncipe Moulay Rachid, que gozaba de mayor consideración entre los elementos conservadores de Palacio. A falta de descendencia en 1999, el príncipe Moulay Rachid se convirtió automáticamente en el nuevo príncipe heredero.

## Biografía
Después de estudios primarios y secundarios en el Colegio Real, al cabo de los cuales obtuvo en junio de 1989, el Bachillerato con distinción, Su Alteza Real ingresa en la Universidad Mohamed V para cursar Estudios Superiores en Derecho. 
Como sus institutrices eran todas españolas, todos los hermanos hablan correctamente el castellano.
En mayo de 1993, obtiene bien con mención "Muy Bien" su Licenciatura en Derecho (opción Derecho Público), simultáneamente con su Título en Derecho comparado en la Facultad de Ciencias Jurídicas, Económicas y Sociales de Rabat. 
"La cuestión Bosnia" era el tema de la memoria que Su Alteza Real el Príncipe presentó en sesión públicamente el 29 de junio de 1995. Su Alteza Real el Príncipe Moulay Rachid es admitido a las pruebas escritas del primer Certificado de Estudios Superiores en Ciencias Políticas Generales, con mención "muy bien". 
Con el fin de completar su formación y vivir la práctica de cerca de los principios y normas del Derecho aprendido en la Facultad, Su Alteza Real efectúa, en noviembre de 1993, un período de prácticas en la sede de la Organización de las Naciones Unidas (ONU), en Nueva York, en el marco de la preparación de una tesis de doctorado en Derecho sobre la ONU.
En julio de 1994, el Príncipe Moulay Rachid asciende al grado de Coronel-Comandante de la Marina Real. Y en julio del año 2000 es ascendido al grado militar de Brigadier General. 
Paralelamente a sus estudios, Su Alteza Real el Príncipe Moulay Rachid se interesa, desde su juventud, por las actividades culturales, sociales, deportivas y económicas. 
Participó también, al lado de su difunto padre el Rey Hasán II y de Sus Altezas Reales los Príncipes y las Princesas, en numerosas actividades oficiales.
Además del árabe, el príncipe habla inglés, francés y español.

## Matrimonio
El domingo 15 de junio de 2014, se organizó el acto de compromiso con su prima segunda,  Lalla Oum Kalthum (Boufarès de su Nombre de soltera). Su padre, Moulay El Mamoun Boufarès fue ministro del Interior y su abuela paterna, Lalla Khadija, era hermana del rey Mohamed V. La boda tuvo lugar los días 13, 14 y 15 de noviembre.
Su primer hijo en común, un varón, nació el 23 de junio de 2016. Su nombre es Moulay Ahmed.
Su segundo hijo nació el 1 de junio de 2022. Su nombre es Moulay Abdeslam.

## Patronazgos
S.A.R. el Príncipe Moulay Rachid es Presidente de: 
- la Federación Nacional del Escutismo Marroquí.
- la Real Federación Marroquí de Golf.
- la Comisión Preparatoria de la Cumbre de Naciones Unidas para la Infancia.
- la Fundación del Festival Internacional de Cine de Marrakech.
- la Asociación Trofeo Hasán II de Golf.
- la Real Federación Marroquí de Tiro con Armas de Caza.
- la Real Federación Marroquí de Yates.
- la Real Federación Marroquí de Esquí y Montañismo.
- la Asociación Marroquí para la Protección del Medio Ambiente.
- la Asociación del Lejano Este de Marruecos.
- la Asociación Española de Servicios Sociales.
- la Asociación Magrebí para la Investigación y la Lucha contra el Sida.
- la Asociación de Estudiantes de Derecho en Francia.

## Títulos y tratamientos
Esta tabla aún no está actualizada. Puedes contribuir aportando información sobre títulos y tratamientos de esta persona.

## Distinciones honoríficas

### Distinciones honoríficas marroquíes
- Caballero Gran Cordón de la Orden del Trono.

### Distinciones honoríficas extranjeras
- Caballero gran cruz de honor de la Real Orden Victoriana (Reino Unido, 14/07/1987).
- Collar de la Orden del Mérito Civil (Reino de España, 22/09/1989).[5]
- Caballero gran cruz de la Orden al Mérito de la República Italiana (República Italiana, 18/03/1997).[6]
- Caballero gran cruz de la Orden Nacional del Mérito (República Francesa).
- Caballero gran cruz de la Orden de Leopoldo II (Reino de Bélgica, 05/10/2004).
- Caballero gran cruz de la Orden Mexicana del Águila Azteca (Estados Unidos Mexicanos, 11/02/2005).
- Caballero de primera clase de la Orden de la Excelencia (República Islámica de Pakistán, 19/07/2003).
- Caballero de primera clase de la Orden del Rey Abdulaziz (Reino de Arabia Saudita, 2007).

## Ancestros
|  |                                        |  |  |  |  |  |  |  |  |  |  |  |  |  |  |  |
|  | 16. Sultán Hasán I de Marruecos        |  |  |  |  |  |  |  |  |  |  |  |  |  |  |  |
|  |                                        |  |  |  |  |  |  |  |  |  |  |  |  |  |  |  |
|  |                                        |  |  |  |  |  |  |  |  |  |  |  |  |  |  |  |
|  | 8. Sultán Yusef de Marruecos           |  |  |  |  |  |  |  |  |  |  |  |  |  |  |  |
|  |                                        |  |  |  |  |  |  |  |  |  |  |  |  |  |  |  |
|  |                                        |  |  |  |  |  |  |  |  |  |  |  |  |  |  |  |
|  | 17. Lalla Ruqiya                       |  |  |  |  |  |  |  |  |  |  |  |  |  |  |  |
|  |                                        |  |  |  |  |  |  |  |  |  |  |  |  |  |  |  |
|  |                                        |  |  |  |  |  |  |  |  |  |  |  |  |  |  |  |
|  | 4. Rey Mohamed V de Marruecos          |  |  |  |  |  |  |  |  |  |  |  |  |  |  |  |
|  |                                        |  |  |  |  |  |  |  |  |  |  |  |  |  |  |  |
|  |                                        |  |  |  |  |  |  |  |  |  |  |  |  |  |  |  |
|  | 9. Lalla Yaqut                         |  |  |  |  |  |  |  |  |  |  |  |  |  |  |  |
|  |                                        |  |  |  |  |  |  |  |  |  |  |  |  |  |  |  |
|  |                                        |  |  |  |  |  |  |  |  |  |  |  |  |  |  |  |
|  | 2. Rey Hasán II de Marruecos           |  |  |  |  |  |  |  |  |  |  |  |  |  |  |  |
|  |                                        |  |  |  |  |  |  |  |  |  |  |  |  |  |  |  |
|  |                                        |  |  |  |  |  |  |  |  |  |  |  |  |  |  |  |
|  | 20. Sultán Hasán I de Marruecos (= 16) |  |  |  |  |  |  |  |  |  |  |  |  |  |  |  |
|  |                                        |  |  |  |  |  |  |  |  |  |  |  |  |  |  |  |
|  |                                        |  |  |  |  |  |  |  |  |  |  |  |  |  |  |  |
|  | 10. Moulay Mohammed bin Hassan         |  |  |  |  |  |  |  |  |  |  |  |  |  |  |  |
|  |                                        |  |  |  |  |  |  |  |  |  |  |  |  |  |  |  |
|  |                                        |  |  |  |  |  |  |  |  |  |  |  |  |  |  |  |
|  | 5. Lalla Abla bint Mohammed al-Tahar   |  |  |  |  |  |  |  |  |  |  |  |  |  |  |  |
|  |                                        |  |  |  |  |  |  |  |  |  |  |  |  |  |  |  |
|  |                                        |  |  |  |  |  |  |  |  |  |  |  |  |  |  |  |
|  | 1. Moulay Rachid de Marruecos          |  |  |  |  |  |  |  |  |  |  |  |  |  |  |  |
|  |                                        |  |  |  |  |  |  |  |  |  |  |  |  |  |  |  |
|  |                                        |  |  |  |  |  |  |  |  |  |  |  |  |  |  |  |
|  | 24. Mouha ou Aqqa                      |  |  |  |  |  |  |  |  |  |  |  |  |  |  |  |
|  |                                        |  |  |  |  |  |  |  |  |  |  |  |  |  |  |  |
|  |                                        |  |  |  |  |  |  |  |  |  |  |  |  |  |  |  |
|  | 12. Mouha ou Hammou Zayani             |  |  |  |  |  |  |  |  |  |  |  |  |  |  |  |
|  |                                        |  |  |  |  |  |  |  |  |  |  |  |  |  |  |  |
|  |                                        |  |  |  |  |  |  |  |  |  |  |  |  |  |  |  |
|  | 6. Hassan ould Mouha ou Hammou Zayani  |  |  |  |  |  |  |  |  |  |  |  |  |  |  |  |
|  |                                        |  |  |  |  |  |  |  |  |  |  |  |  |  |  |  |
|  |                                        |  |  |  |  |  |  |  |  |  |  |  |  |  |  |  |
|  | 13. Hennou                             |  |  |  |  |  |  |  |  |  |  |  |  |  |  |  |
|  |                                        |  |  |  |  |  |  |  |  |  |  |  |  |  |  |  |
|  |                                        |  |  |  |  |  |  |  |  |  |  |  |  |  |  |  |
|  | 3. Lalla Fatima Amahzoune              |  |  |  |  |  |  |  |  |  |  |  |  |  |  |  |
|  |                                        |  |  |  |  |  |  |  |  |  |  |  |  |  |  |  |
|  |                                        |  |  |  |  |  |  |  |  |  |  |  |  |  |  |  |